# Навіщо вмирати за Данциг?
Навіщо вмирати за Данциг? (фр. Pourquoi mourir pour Dantzig?) — французьке антивоєнне (на підтримку політики умиротворення) політичне гасло, яке виникло перед Другою світовою війною.

## Стаття
Фраза бере початок у назві статті Mourir pour Dantzig? (укр. Вмирати за Данциг?), яку опублікувала паризька газета L'Œuvre 4 травня 1939 року під авторством французького «неосоціаліста» Марселя Деа. Стаття стосувалася одного з ультиматумів Третього Рейху Польській Республіці — вимоги передати вільне місто Данциг (зараз Гданськ) під німецький контроль — та наводила аргументи за політику умиротворення. Деа стверджував, що Францію не цікавить захист Польщі та що Адольф Гітлер буде повністю задоволений після отримання території. Він звинуватив Польщу у втягуванні Європи у війну необачною політикою.

## Вплив
Існують різні погляди на значущість та вплив гасла. Французькі та іноземні політики помітили статтю Деа та схожі твори. Це спричинило заяви для преси прем'єр-міністра Едуара Даладьє та міністра закордонних справ Жоржа Бонне, який зазначив, що цю думку не поділяють ні більшість французів, ні французька влада.
Генрі Кіссінджер приписав гаслу деморалізацію французів, багато сучасних польських джерел вважають, що це була панівна думка серед союзників; проте інші історики, зокрема Девід Гордон, стверджують, що така позиція не була поширеною, хоча й підтримувалася окремими політичними групами.
Після захоплення Франції Деа став колаборантом, мав посаду в маріонетковому уряді й навіть шукав у Німеччині підтримку своєї фашистської партії, радикальнішої за режим Віші.
Дуже негативно гасло сприйняли у Польщі, воно ввійшло в польську мову (umierać za Gdańsk) як опис аргументу, який не варто захищати. Фраза досі використовується у польській і не тільки пресі. Ще в 1939 цю фразу охоче сприйняла нацистська пропаганда та використовувала у передачах французькою мовою під час Дивної війни. Українською гасло часто згадували перед та під час російського вторгнення в Україну.